# Shoot Your Shot
Singles de Divine
Native Love (Step By Step)
(1982) Love Reaction
(1983)
Clip vidéo
[vidéo] « Shoot Your Shot (TopPop, 1982) », sur YouTube
Shoot Your Shot est une chanson de la drag queen américaine Divine.
Sortie en single en 1982, elle a atteint la 4e place en Flandre (la Belgique néerlandophone), la 7e place aux Pays-Bas, la 8e place en Suisse, la 9e place en Autriche et la 15e place en Allemagne.
Cette chanson est aussi incluse sur le premier album de Divine, sorti en 1982 et intitule My First Album.

## Composition
La chanson a été écrite et produite par Bobby Orlando.